# Southern California Marine Institute
Het Southern California Marine Institute (SCMI) is een Amerikaanse onderzoeksinstelling en non-profit oceanografisch instituut. De instelling kwam tot stand door een samenwerking tussen mariene onderzoekers van verschillende universiteiten in het California State University-systeem. Anno 2012 bestaat het SCMI-consortium uit elf universiteiten, waaronder twee particuliere instellingen en een school uit het Universiteit van Californië-systeem. Het hoofdkwartier van het instituut bevindt zich op Terminal Island in Los Angeles County.
Het instituut beschikt over twee onderzoeksschepen, de R/V Yellowfin en de R/V Sea Watch.

## Organisatie
Onderstaande universiteiten maken deel uit van het SCMI-consortium:
- Cal Poly Pomona
- Cal State Fullerton
- Cal State Long Beach
- Cal State Northridge
- CSU Dominguez Hills
- CSU Los Angeles
- CSU San Bernardino
- CSU San Marcos
- Occidental College
- Universiteit van Californië - Los Angeles
- University of Southern California